# Full Spectrum Warrior
Full Spectrum Warrior è un videogioco tattico in tempo reale sviluppato da Pandemic Studios e pubblicato da THQ per Xbox, Microsoft Windows e PlayStation 2.
È basato su un simulatore realizzato per l'esercito statunitense. La versione originale è accessibile tramite cheat code. Il gioco ha ricevuto un sequel dal titolo Full Spectrum Warrior: Ten Hammers.